# Buiten de tijd
Buiten de tijd (Engels: A World Out of Time) is een sciencefictionroman geschreven door de Amerikaanse schrijver Larry Niven.